# Nuevo Laredo
Nuevo Laredo (prononciation espagnole : [ˈnweβo laˈɾeðo]) est une ville de la municipalité de Nuevo Laredo, dans l'État mexicain de Tamaulipas. La ville se situe aux bords du Río Grande (fleuve), en face de Laredo (Texas), États-Unis. La population de la ville au recensement de 2010 était de 373 725 habitants. Nuevo Laredo fait partie de la zone métropolitaine de Laredo-Nuevo Laredo avec une population de 636 516 habitants. La municipalité a une superficie de 1 334,02 km2 (515,07 milles carrés). Nuevo Laredo est considérée comme la « capitale douanière de l'Amérique latine » en raison de son volume élevé d'opérations commerciales internationales dans la région,, et la première en importance pour le trafic commercial intérieur avec les États-Unis,. La ville et la municipalité se classent au troisième rang de l'État.
Les deux municipalités de Nuevo Laredo et Laredo, Texas sont reliées par trois ponts routiers et un pont ferroviaire.

## Histoire
Nuevo Laredo est aujourd'hui la plus importante ville frontière d'Amérique du Nord. Sa position géographique a grandi en se spécialisant dans le commerce international. La ville s'est aussi beaucoup développée grâce à la logistique et à l'industrie des transports et une variété de chaînes hôtelières, restaurants et centres culturels. C'est aussi à Nuevo Laredo que se déroule le Festival International de Tamaulipas. La ville a aujourd'hui une population de 348 387 habitants.

### Période préhispanique
Avant la fondation de Nuevo Laredo, la région était habitée par différentes tribus indigènes nomades. Le groupe autochtone le plus important ayant vécu dans la région de Nuevo Laredo était celui des Coahuiltecas. Les Coahuiltecas étaient des chasseurs-cueilleurs qui fabriquaient de nombreux objets en pierre et en cuir afin de survivre dans un environnement hostile,.
Plus tard, la région a vu l'afflux d'autres tribus autochtones nomades, comme les Apaches et les Comanches. Le nombre croissant d'Apaches a conduit les autorités espagnoles à établir des garnisons militaires et des villes pour servir de zone tampon contre les tribus indigènes du nord. Laredo (aujourd'hui au Texas) était l'une de ces villes fondées par les Espagnols, dont serait issu Nuevo Laredo.

### Période coloniale
Nuevo Laredo est fondé le 15 mai 1848 à la suite du traité de Guadalupe Hidalgo qui mit fin à la guerre américano-mexicaine. Laredo, au Texas, a été fondé 93 ans plus tôt, en 1755 par l'espagnol Tomás Sánchez au nord du Rio Grande. Un accord entre Mr. José de Escandón et le Roi d'Espagne prévoyait que les deux villes soient réunies pendant 100 ans. Cet accord prit fin en 1847 lorsque le traité Guadalupe Hidalgo sépara la ville en deux.

### Période indépendante
Au début de 1848, le traité de Guadalupe-Hidalgo ordeneait le territoire rattaché à Laredo entre les États-Unis (Texas) et le Mexique (Tamaulipas). Nuevo Laredo a été fondée le 15 juin 1848 par dix-sept familles de Laredo qui souhaitaient rester mexicaines et ont donc déménagé du côté mexicain du Rio Grande. Ils se sont identifiés au Mexique, à son histoire et à ses coutumes culturelles, et ont décidé de conserver leur citoyenneté mexicaine. Les fondateurs de Nuevo Laredo ont même emporté avec eux les ossements de leurs ancêtres afin qu'ils puissent continuer à reposer sur le sol mexicain.
Le 25 août 1855, le bureau des douanes fut officiellement établi à Nuevo Laredo sur ordre de Santiago Vidaurri, gouverneur de Nuevo León et Coahuila et chef militaire de Tamaulipas. Il s'agissait de percevoir les taxes à l'importation à la nouvelle frontière avec les États-Unis.
En 1858, une zone franche fut créée le long de la frontière avec les États-Unis. Nuevo Laredo s'est inscrit dans cette zone d'exonération fiscale afin d'être compétitif avec les marchés américains. La création de cette zone économique frontalière a été ratifiée trois ans plus tard par le président Benito Juárez.
Au début du commerce international qui traversait la frontière Nuevo Laredo-Laredo, l'activité était en général faible mais élevée dans l'import-export de bétail, d'or, d'argent et de cuir.
En 1881, l'infrastructure ferroviaire reliant Nuevo Laredo au centre du Mexique et à San Antonio, au Texas, a été créée par le président Porfirio Díaz. Cela a créé le besoin de construire un bâtiment des douanes plus formel et adapté à cette nouvelle réalité en 1887. Le nouveau boom économique a fait de Nuevo Laredo le troisième plus important passage commercial international au Mexique, c'est pourquoi en 1891, le Congrès de l'État de Tamaulipas a officiellement élevé le statut de Nuevo Laredo à une ville.

### Période moderne
Une pénurie de gaz naturel a entraîné des pannes de courant au Texas et le long de la frontière pendant la tempête hivernale nord-américaine du 13 au 17 février 2021. Des millions de personnes des deux côtés de la frontière se sont retrouvées sans gaz, sans électricité, sans chauffage ni eau courante. Les usines et les restaurants ont été contraints de fermer leurs portes et les gens ont perdu leur emploi. Le maire Enrique Rivas Cuéllar a appelé la population à ne pas paniquer.

### Violence liée aux cartels
En tant que ville frontalière, Nuevo Laredo est connue pour sa guerre de territoire dans laquelle les cartels de la drogue se disputent le contrôle du commerce de la drogue vers les États-Unis. Nuevo Laredo est un corridor lucratif pour la drogue. Un grand nombre de camions traversent la zone. Il existe plusieurs points d’entrée exploitables.

#### Le Texas
Au cours des années 1980 et 1990, le syndicat criminel connu sous le nom de Los Texas était basé à Nuevo Laredo et opérait dans tous les États mexicains de Coahuila et Tamaulipas ainsi que dans l'État américain du Texas. Leur chef était Arturo Martinez Herrera « El Texas ».
Leur activité criminelle a commencé en tant que coyotes, envoyant des immigrants illégaux aux États-Unis. Ensuite, ils ont utilisé des immigrants illégaux pour traverser la frontière avec de la drogue. Leur emprise sur Nuevo Laredo contre d’autres groupes criminels a généré une violence meurtrière.
« El Texas » a été arrêté et Guillermo Martinez Herrera « El Borrado » a pris le contrôle de Los Texas. Lorsque « El Borrado » a été capturé, Daniel Martinez Herrera « El Negro » est devenu le leader, même si le véritable pouvoir est resté avec « El Borrado » qui opérait depuis sa luxueuse cellule de prison de la prison de La Loma à Nuevo Laredo.

#### Les Zetas
Los Zetas, la branche armée du cartel du Golfe, basée à Nuevo Laredo, a intensifié la violence jusqu'à atteindre une violence sans précédent au cours de l'été 2003, en raison d'une forte violence et de tactiques militaires contre le cartel de Sinaloa. Los Zetas ont également semé la terreur contre les journalistes et les civils de Nuevo Laredo. Cela a créé un nouveau précédent que les cartels ont ensuite imité.
Los Zetas et Gulf Cartel se sont séparés début 2010 et se sont battus pour le contrôle des routes de contrebande vers les États-Unis. En 2012, Los Zetas étaient la plus grande organisation criminelle du Mexique. L'année 2012 a été marquée par une série d'attaques meurtrières sans précédent dans la ville, entre les cartels de Sinaloa et du Golfe d'un côté et Los Zetas de l'autre.
Los Zetas ont connu une expansion rapide de leurs activités criminelles. Basés à Nuevo Laredo, ils se sont étendus à 17 États mexicains. Ils ont provoqué de nombreux massacres notables dans plusieurs de ces États. L'épuisement des ressources ainsi que la capture et l'assassinat de leurs principaux dirigeants ont contribué au déclin de Los Zetas. L'organisation criminelle a cessé d'exister sous ce nom et cette structure, à sa place est né le Cartel Del Noreste (Cartel du Nord-Est) ou CDN.

#### Cartel du Nord
Le Cartel del Noreste, connu localement sous ses initiales CDN, a développé son pouvoir grâce à ses profondes racines historiques à Nuevo Laredo. Le CDN a réussi à repousser ses cartels rivaux, Zetas Vieja Escuela et Gulf Cartel, prenant le contrôle de Nuevo Laredo. CDN détenait également le contrôle de Nuevo Laredo parce que ses principaux dirigeants sont des locaux et des membres de la famille Treviño. Tout d’abord, Juan Francisco Treviño Chávez, alias « El Kiko », a pris la direction du cartel CDN. Après sa capture en 2016, Juan Gerardo Treviño Chávez, alias « El Huevo », a pris le contrôle de CDN,.
En mars 2022, l’armée mexicaine a arrêté « El Huevo », déclenchant une explosion de violence extrême marquée par des échanges de tirs de plusieurs heures, des véhicules incendiés et des coups de feu contre le consulat des États-Unis à Nuevo Laredo.
Le 29 novembre 2023, le chef du CDN Cesar Silva Delgado « El Tartas » a été capturé par l'armée mexicaine et la Garde nationale mexicaine à Nuevo Laredo. Lors de son arrestation, les autorités ont saisi un AK-47 plaqué or, une arme de poing, des munitions et des chargeurs pour armes à feu de gros calibre. Les autorités ont également saisi 2 500 comprimés de fentanyl.

## Éducation
La ville possède un campus universitaire dépendant de l'Universidad Autónoma de Tamaulipas (es).

## Sports

### Baseball

#### Tecolotesde Les Deux Laredos
Les Tecolotes de los Dos Laredos (Hiboux de Les Deux Laredos) sont une équipe de la Ligue mexicaine de baseball qui partage ses matchs entre Nuevo Laredo et Laredo, Texas. Les Tecolotes ont été champions de la Ligue mexicaine en 1953, 1954, 1958, 1977 et 1989 et finalistes en 1945, 1955, 1959, 1985, 1987, 1992, 1993.
Leurs matchs à Nuevo Laredo se jouent au stade La Junta, ouvert en 1947 et pouvant accueillir 6 000 personnes. L'équipe a quitté le parc en 2003 pour l'Estadio Nuevo Laredo, situé à l'ouest de la ville, une décision qui a été critiquée. En 2019, le stade La Junta a été rénové pour accueillir à nouveau les Tecolotes.

#### Ligue Orient
La Ligue Orient (internationalement connue sous le nom de Oriente Little League of Nuevo Laredo) est une équipe locale de baseball pour enfants qui a participé aux Little League World Series représentant le Mexique, et a participé et remporté les Nationals Lilttle League au Mexique.
La Liga Oriente a remporté le championnat de la Petite Ligue nationale mexicaine en 2010 et 2021.

#### Football
Le Bravos (Braves) de Nuevo Laredo est un club de football de la Tercera División à Nuevo Laredo. L'Unidad Deportiva Benito Juárez (Complexe sportif Benito Juárez) est leur stade d'origine. Les Bravos sont une institution créée en 2004 par un groupe d'hommes d'affaires de Nuevo Laredo, dont l'objectif est d'organiser une équipe de football dans la ville avec l'ambition de devenir un club de football professionnel. Il s'agissait de la première équipe à voir tous ses matchs retransmis en direct via un site Internet jusqu'à la fin du tournoi 2010.
La Ciudad Deportiva (Ville des Sports) est un complexe sportif construit en 2007 dont la principale caractéristique est un parc de baseball à Nuevo Laredo, au Mexique. Il abrite l'équipe de la Ligue mexicaine de baseball des Tecolotes (Hiboux) de Nuevo Laredo. La Ciudad Deportiva peut accueillir jusqu'à 12 000 supporters lors d'un match de baseball. La première phase de ce projet est terminée et ne comprenait que le parc de baseball. La phase II de ce projet comprendra un nouveau stade de football conforme aux normes de la Primera Division mexicaine pour une éventuelle expansion de l'une de ses équipes à Nuevo Laredo. La phase II comprend également une salle de sport pouvant accueillir 1 500 spectateurs pour pratiquer, entre autres sports, le basket-ball, le volley-ball et la gymnastique.

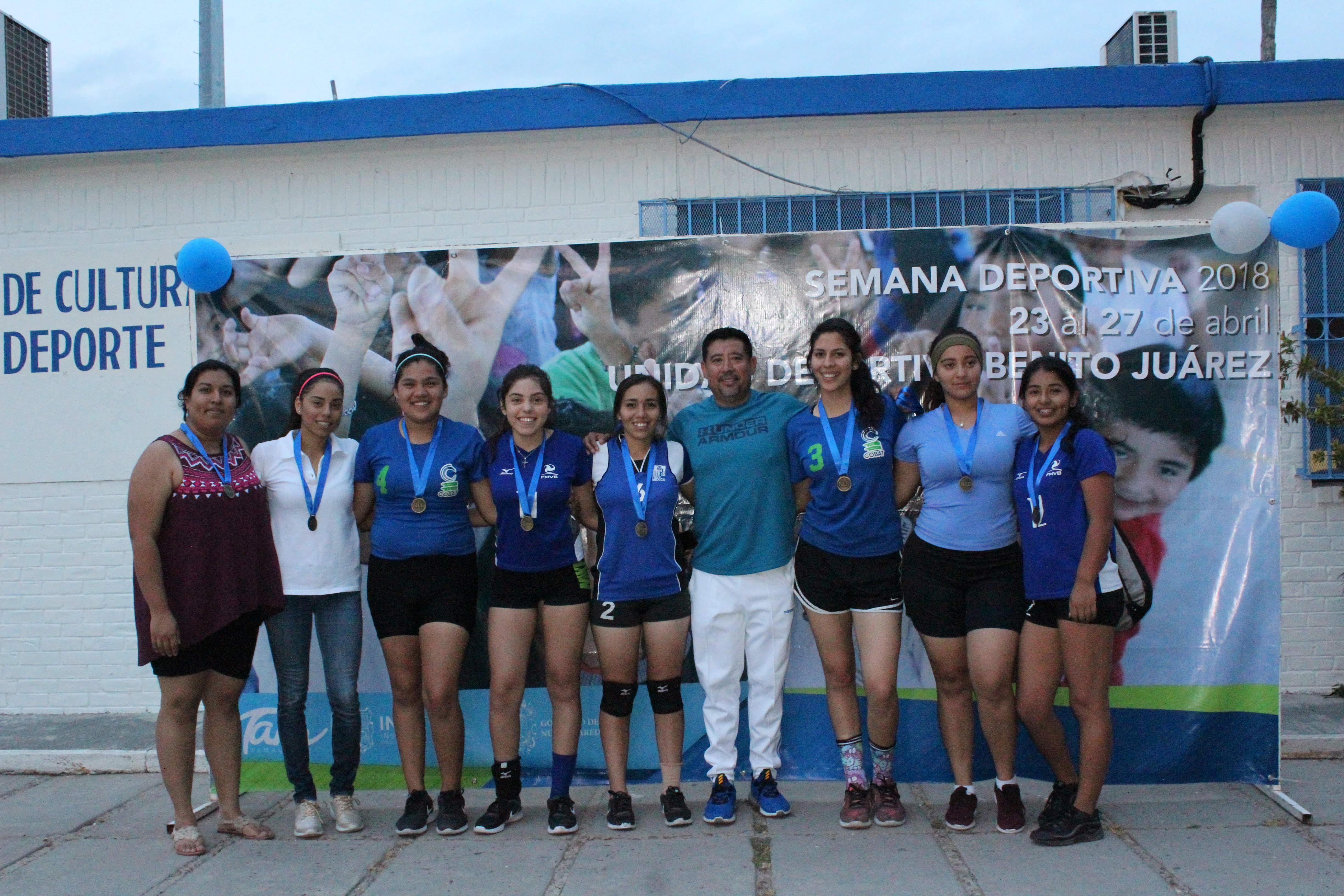
L'équipe féminine du lycée COBAT, dirigée par son entraîneure Erika Edith Garza Dominguez et sa capitaine Erika Castro, championnes 2018 de Nuevo Laredo.

#### Basket-ball
Les Toros (Taureaux) de Nuevo Laredo sont une équipe de basket-ball de Nuevo Laredo, évoluant dans la ligue professionnelle mexicaine Liga Nacional de Baloncesto Profesional (LNBP). Les Toros de Nuevo Laredo jouent dans le stade couvert Ciudad Deportiva. Ils sont entrés dans la ligue en 2009 pour rejoindre la Conférence Nord. Avant les Toros de Nuevo Laredo, Nuevo Laredo avait les Venados (Cerfs) de Nuevo Laredo qui jouaient sur la LNBP pour la saison 2007-2008.

#### Volley-ball
Nuevo Laredo compte avec différentes ligues locales de volleyball dont certains joueurs et entraîneurs ont émergé a niveau national.
Récemment, la ville est devenue le siège d'équipes professionnelles de volley-ball de la Ligue nationale mexicaine, notamment les Jaguars de Nuevo Laredo (équipe professionnelle masculine de volley-ball) et les Venadas (Biches) de Nuevo Laredo (équipe féminine de volley-ball).

## Évêché
- Diocèse de Nuevo Laredo
- Cathédrale du Saint-Esprit de Nuevo Laredo

## Personnalités liées à la commune
- Carlos Domínguez Rodríguez, journaliste assassiné en janvier 2018 en ville

## Médias
La commune compte un journal local, El Diario de Nuevo Laredo.